# Баньюмасанская Википедия
Баньюма́санская Википе́дия (баньюм. Wikipedia basa Banyumasan) — раздел Википедии на баньюмасанском языке, распространенном в южной части Центральной Явы, который, с точки зрения традиционной лингвистики, не выделяется в качестве самостоятельного языка, а рассматривается как диалект яванского языка.

## История
Заявка на открытие Баньюмасанской Википедии была одобрена 18 ноября 2005 года. В 2006 году существование Баньюмасанской Википедии было отмечено в центральных СМИ Индонезии.
По состоянию на март 2011 года содержала 3400 статей, что было отмечено в индонезийских СМИ. По собственным данным, на август 2011 года она содержит 3631 статью, находится на 143 месте по количеству статей среди всех разделов Википедии и на пятом месте по количеству статей среди Википедий на языках Индонезии. Показатель глубины раздела — 27,9.
С 2009 года раздел не очень активен — последняя правка на главной странице датируется 9 февраля 2009 года. По оценке индонезийских наблюдателей, развитие Баньюмасанской Википедии тормозится из-за отсутствия активистов, способных установить постоянные контакты с фондом Викимедиа и, в частности, обеспечить получение финансовой поддержки.
Тем не менее, пример Баньюмасанской Википедии послужил стимулом для создания разделов Википедии на других местных языках Индонезии, в частности — ачехской Википедии.
Баньюмасанская Википедия имеет обычную и мобильную версии.